# 三重県の市町村旗一覧
三重県の市町村旗一覧（みえけんのしちょうそんきいちらん）は、三重県内の市町村に制定されている、あるいは制定されていた市町村旗の一覧である。なお、一覧の順序は全国地方公共団体コード順による。廃止された市町村旗は廃止日から順に掲載している。

## 市部
| 市       | 市旗 | 制定有無 | 制定日         | 旗の色                                           | 備考              |
| -------- | ---- | -------- | -------------- | ------------------------------------------------ | ----------------- |
| 津市     |      | なし     | なし           | 地色は白色であり、紋章は指定色が指定されている   | 2代目の市旗である |
| 四日市市 |      | なし     | なし           | 地色は白色であり、紋章は赤色が指定されている     |                   |
| 伊勢市   |      | なし     | なし           | 地色は白色であり、紋章は指定色が指定されている   | 2代目の市旗である |
| 松阪市   |      | あり     | 2005年1月1日   | 地色は紺青色であり、紋章は白色が指定されている   | 2代目の市旗である |
| 桑名市   |      | なし     | なし           | 地色は白色であり、紋章は指定色が指定されている   | 2代目の市旗である |
| 鈴鹿市   |      | なし     | なし           | 地色は青緑色であり、紋章は白色が指定されている   |                   |
| 名張市   |      | あり     | 1972年10月2日  | 紋章は紫色（桔梗色）であり、白色が指定されている |                   |
| 尾鷲市   |      | なし     | なし           | 地色は白色であり、紋章は赤色が指定されている     |                   |
| 亀山市   |      | なし     | なし           | 地色は白色であり、紋章は指定色が指定されている   | 2代目の市旗である |
| 鳥羽市   |      | あり     | 1954年11月1日  | 地色は白色であり、紋章は赤色が指定されている     |                   |
| 熊野市   |      | あり     | 2005年12月20日 | 地色は白色であり、紋章は指定色が指定されている   | 2代目の市旗である |
| いなべ市 |      | なし     | なし           | 地色は白色であり、紋章は指定色が指定されている   |                   |
| 志摩市   |      | なし     | なし           | 地色は白色であり、紋章は緑色が指定されている     |                   |
| 伊賀市   |      | なし     | なし           | 地色は白色であり、紋章は指定色が指定されている   |                   |

## 町村部
| 郡       | 町村     | 町村旗 | 制定有無 | 制定日         | 旗の色                                         | 備考              |
| -------- | -------- | ------ | -------- | -------------- | ---------------------------------------------- | ----------------- |
| 桑名郡   | 木曽岬町 |        | なし     | なし           | 地色は臙脂色であり、紋章は黄色が指定されている |                   |
| 員弁郡   | 東員町   |        | なし     | なし           | 地色は藍色であり、紋章は白色が指定されている   |                   |
| 三重郡   | 菰野町   |        | なし     | なし           | 地色は橙色であり、紋章は白色が指定されている   |                   |
| 三重郡   | 朝日町   |        | なし     | なし           | -                                              |                   |
| 三重郡   | 川越町   |        | なし     | なし           | 地色は緑色であり、紋章は白色が指定されている   |                   |
| 多気郡   | 明和町   |        | なし     | なし           | 地色は白色であり、紋章は藍色が指定されている   |                   |
| 多気郡   | 多気町   |        | なし     | なし           | 地色は白色であり、紋章は指定色が指定されている | 2代目の町旗である |
| 多気郡   | 大台町   |        | あり     | 2006年1月10日  | 地色は白色であり、紋章は指定色が指定されている | 2代目の町旗である |
| 度会郡   | 玉城町   |        | なし     | なし           | 地色は緑色であり、紋章は白色が指定されている   |                   |
| 度会郡   | 度会町   |        | なし     | なし           | 地色は深緑色であり、紋章は白色が指定されている |                   |
| 度会郡   | 大紀町   |        | なし     | なし           | 地色は白色であり、紋章は指定色が指定されている |                   |
| 度会郡   | 南伊勢町 |        | なし     | なし           | 地色は白色であり、紋章は指定色が指定されている |                   |
| 北牟婁郡 | 紀北町   |        | あり     | 2005年10月11日 | 地色は白色であり、紋章は指定色が指定されている |                   |
| 南牟婁郡 | 御浜町   |        | なし     | なし           | 地色は藍色であり、紋章は白色が指定されている   |                   |
| 南牟婁郡 | 紀宝町   |        | なし     | なし           | 地色は白色であり、紋章は指定色が指定されている | 2代目の町旗である |

## 廃止された市町村章
| 市郡     | 町村       | 市町村旗                      | 制定有無 | 制定日         | 廃止日         | 旗の色 | 備考                                                                        |
| -------- | ---------- | ----------------------------- | -------- | -------------- | -------------- | --- | --------------------------------------------------------------------------- |
| 員弁郡   | 員弁町     |                               | なし     | なし           | 2003年12月1日  | - |                                                                             |
| 員弁郡   | 大安町     |                               | なし     | なし           | 2003年12月1日  | - |                                                                             |
| 員弁郡   | 北勢町     |                               | なし     | なし           | 2003年12月1日  | - |                                                                             |
| 員弁郡   | 藤原町     |                               | なし     | なし           | 2003年12月1日  | - |                                                                             |
| 志摩郡   | 浜島町     |                               | なし     | なし           | 2004年10月1日  | - |                                                                             |
| 志摩郡   | 大王町     |                               | なし     | なし           | 2004年10月1日  | - |                                                                             |
| 志摩郡   | 志摩町     |                               | なし     | なし           | 2004年10月1日  | - |                                                                             |
| 志摩郡   | 阿児町     |                               | なし     | なし           | 2004年10月1日  | - |                                                                             |
| 志摩郡   | 磯部町     |                               | なし     | なし           | 2004年10月1日  | - |                                                                             |
| 上野市   |            |                               | なし     | なし           | 2004年11月1日  | 地色は白色であり、紋章は赤色が指定されている |                                                                             |
| 阿山郡   | 伊賀町     |                               | なし     | なし           | 2004年11月1日  | - |                                                                             |
| 阿山郡   | 島ヶ原村   |                               | なし     | なし           | 2004年11月1日  | - |                                                                             |
| 阿山郡   | 阿山町     |                               | あり     | 1961年9月3日   | 2004年11月1日  | 地色は紫色であり、紋章は白色が指定されている | 阿山村旗として制定され、町制施行後に継承された                              |
| 阿山郡   | 大山田村   |                               | なし     | なし           | 2004年11月1日  | - |                                                                             |
| 名賀郡   | 青山町     |                               | なし     | なし           | 2004年11月1日  | - |                                                                             |
| 桑名市   |            | （通常時） （スポーツ大会時） | なし     | なし           | 2004年12月6日  | 通常時:地色は白色であり、紋章は赤色が指定されている スポーツ大会時:地色は白色であり、紋章は青色が指定されている                                                   | 初代の市旗である                                                            |
| 桑名郡   | 多度町     |                               | なし     | なし           | 2004年12月6日  | 地色は臙脂色であり、紋章は白色が指定されている |                                                                             |
| 桑名郡   | 長島町     |                               | なし     | なし           | 2004年12月6日  | - |                                                                             |
| 松阪市   |            | （①） （②）                   | あり     | 1935年3月15日  | 2005年1月1日   | ①:地色は白色であり、紋章は赤色が指定されている ②:地色は紫色と紺色の中間色であり、紋章は白色が指定されている（紋章の由来である鶴と縁取りのみ白色が指定されている） | 初代の市旗である                                                            |
| 一志郡   | 嬉野町     |                               | なし     | なし           | 2005年1月1日   | 色は臙脂色であり、紋章は白色が指定されている（中心部の二つの丸点と菱形のような部分と外周円のみ白抜き）                                                            |                                                                             |
| 一志郡   | 三雲町     |                               | なし     | なし           | 2005年1月1日   | 色は白色であり、紋章は緑色が指定されている |                                                                             |
| 飯南郡   | 飯南町     |                               | なし     | なし           | 2005年1月1日   | 色は白色であり、紋章は緑色が指定されている |                                                                             |
| 飯南郡   | 飯高町     |                               | なし     | なし           | 2005年1月1日   | 色は白色であり、紋章は緑色が指定されている |                                                                             |
| 亀山市   |            |                               | あり     | 1954年11月30日 | 2005年1月11日  | 地色は白色であり、紋章は赤色が指定されている | 初代の市旗である                                                            |
| 鈴鹿郡   | 関町       |                               | なし     | なし           | 2005年1月11日  | - |                                                                             |
| 三重郡   | 楠町       |                               | なし     | なし           | 2005年2月7日   | - |                                                                             |
| 度会郡   | 大宮町     |                               | なし     | なし           | 2005年2月14日  | - |                                                                             |
| 度会郡   | 紀勢町     |                               | なし     | なし           | 2005年2月14日  | - |                                                                             |
| 度会郡   | 大内山村   |                               | なし     | なし           | 2005年2月14日  | - |                                                                             |
| 度会郡   | 南勢町     |                               | なし     | なし           | 2005年10月1日  | - |                                                                             |
| 度会郡   | 南島町     |                               | なし     | なし           | 2005年10月1日  | - |                                                                             |
| 北牟婁郡 | 紀伊長島町 |                               | あり     | 1965年7月17日  | 2005年10月11日 | 指定されていない | 長嶋町旗として制定され、紀伊長島町改名後の1970年10月1日に改正し、継承された |
| 北牟婁郡 | 海山町     |                               | なし     | なし           | 2005年10月11日 | - |                                                                             |
| 伊勢市   |            |                               | なし     | なし           | 2005年11月1日  | 地色は白色であり、紋章は赤色が指定されている | 初代の市旗である                                                            |
| 度会郡   | 二見町     |                               | なし     | なし           | 2005年11月1日  | - |                                                                             |
| 度会郡   | 小俣町     |                               | なし     | なし           | 2005年11月1日  | - |                                                                             |
| 度会郡   | 御薗村     |                               | なし     | なし           | 2005年11月1日  | 地色は緑色であり、紋章は白色が指定されている |                                                                             |
| 熊野市   |            |                               | あり     | 1981年4月1日   | 2005年11月1日  | 地色は白色であり、紋章は紺色が指定されている | 初代の市旗である                                                            |
| 南牟婁郡 | 紀和町     |                               | なし     | なし           | 2005年11月1日  | - |                                                                             |
| 津市     |            |                               | なし     | なし           | 2006年1月1日   | 地色は白色であり、紋章は赤色が指定されている | 初代の市旗である                                                            |
| 久居市   |            |                               | なし     | なし           | 2006年1月1日   | 地色は緑色であり、紋章は白色が指定されている |                                                                             |
| 安芸郡   | 河芸町     |                               | なし     | なし           | 2006年1月1日   | 地色は緑色であり、紋章は白色が指定されている |                                                                             |
| 安芸郡   | 芸濃町     |                               | なし     | なし           | 2006年1月1日   | - |                                                                             |
| 安芸郡   | 美里村     |                               | なし     | なし           | 2006年1月1日   | - |                                                                             |
| 安芸郡   | 安濃町     |                               | なし     | なし           | 2006年1月1日   | - |                                                                             |
| 一志郡   | 香良洲町   |                               | なし     | なし           | 2006年1月1日   | - |                                                                             |
| 一志郡   | 一志町     |                               | なし     | なし           | 2006年1月1日   | - |                                                                             |
| 一志郡   | 白山町     |                               | なし     | なし           | 2006年1月1日   | - |                                                                             |
| 一志郡   | 美杉村     |                               | なし     | なし           | 2006年1月1日   | - |                                                                             |
| 多気郡   | 多気町     |                               | なし     | なし           | 2006年1月1日   | - | 初代の町旗である                                                            |
| 多気郡   | 勢和村     |                               | なし     | なし           | 2006年1月1日   | - |                                                                             |
| 多気郡   | 大台町     |                               | なし     | なし           | 2006年1月10日  | - | 初代の町旗である                                                            |
| 多気郡   | 宮川村     |                               | なし     | なし           | 2006年1月10日  | - |                                                                             |
| 南牟婁郡 | 紀宝町     |                               | なし     | なし           | 2006年1月10日  | - | 初代の町旗である                                                            |
| 南牟婁郡 | 鵜殿村     |                               | なし     | なし           | 2006年1月10日  | 地色は白色であり、紋章は緑色が指定されている |                                                                             |

### 書籍
- 中川幸也『シリーズ人間とシンボル第2号「都市の旗と紋章」』中川ケミカル、1987年10月11日。
- NHK情報ネットワーク『NHKふるさとデータブック6 [東海]』日本放送協会、1992年4月1日。

### パンフレット
- 松阪地方合併協議会『松阪地方合併協議会 慣行の取り扱いについて』松阪地方合併協議会。

### 自治体書籍
- 紀伊長島町例規集『紀伊長島町例規集』三重県北牟婁郡紀伊長島町。
- 熊野市役所『旧・熊野市例規集』三重県熊野市。